# Quận Lunenburg, Virginia
Quận Lunenburg là một quận thuộc tiểu bang Virginia, Hoa Kỳ.
Quận này được đặt tên theo Brunswick-Lüneburg. Theo điều tra dân số của Cục điều tra dân số Hoa Kỳ năm 2000, quận có dân số 13.146 người. Quận lỵ đóng ở Lunenburg.6Quận được lập ngày 1/5/1746 từ quận Brunswick, Virginia.

## Địa lý
Theo Cục điều tra dân số Hoa Kỳ, quận có diện tích km2, trong đó có km2 là diện tích mặt nước.

### Quận giáp ranh
- Quận Prince Edward - bắc
- Quận Nottoway - đông bắc
- Quận Brunswick - đông
- Quận Mecklenburg - nam
- Quận Charlotte - tây